# تیومارگاریتا
تیومارگاریتا یک سرده است که شامل گونه های واکوئل دار باکتری گوگردی؛ تیومارگاریتا نامیبینس، کاندیداتوس تیومارگاریتا نلسونی و کاندیداتوس تیومارگاریتا جورجنسی می باشد. نمایندگان این سرده را می توان در انواع محیط های غنی از سولفید هیدروژن از جمله تراوشات متان، گل آتشفشان، برکه های آب شور و رسوبات غنی از موادآلی مانند مواردی که زیر جریان بنگوئلا و جریان هامبالت پیدا شده اند. این باکتری ها به طور کلی شیمیولیتوتروف شناخته شده اند که از گونه های معدنی کاهش یافته ی گوگرد به عنوان دهنده الکترون برای تولید انرژی و تثبیت کربن به زیست توده استفاده می کنند. تثبیت کربن از طریق چرخه ی کالوین بنسون باسام و احتمالاً چرخه ی معکوس کربس رخ می دهد.